# Typhlodromips ojibwa
Typhlodromips ojibwa är en spindeldjursart som först beskrevs av Chant och Hansell 1971.  Typhlodromips ojibwa ingår i släktet Typhlodromips och familjen Phytoseiidae. Inga underarter finns listade i Catalogue of Life.